# 城中街道 (如东县)
城中街道是中华人民共和国江苏省南通市如东县下辖的一个街道办事处，如东县人民政府驻城中街道办事处富春江路1号。
2015年3月24日，江苏省人民政府批复同意撤销掘港镇，以原掘港镇的友好、三元、民主、范堤、碧霞、通海、新光、锦绣8个居委会和新光、五总、北场、丁杨、潮墩、六总、八总、如华8个村委会区域，设立如东县城中街道办事处，街道办事处驻碧霞居委会碧霞北路9号。

## 行政区划
城中街道下辖以下村级行政区划单位：
范堤社区、友好社区、三元社区、民主社区、碧霞社区、通海社区、锦绣社区、新光社区、新光村、六总村、五总村、北场村、潮墩村、如华村、八总村和丁杨村。